# Giorgio Siculo
Giorgio Rioli, più noto come Giorgio Siculo (San Pietro Clarenza, 1517 circa – Ferrara, 23 maggio 1551), è stato un monaco cristiano e teologo italiano, giustiziato come eretico dall'Inquisizione.

## Biografia
Giorgio Rioli, soprannominato Siculo, si fece monaco nel monastero benedettino di San Nicolò l'Arena, alle falde dell'Etna, a pochi chilometri dal suo paese di nascita. Proprio la data documentata del suo accoglimento, il 24 febbraio 1534, nel monastero - che non poteva ricevere i minori di 16 anni - fa dedurre con qualche approssimazione la sua data di nascita intorno al 1517.
Non è nota né la forma né il contenuto della sua istruzione nel monastero, dotato peraltro di una ricca biblioteca, né si hanno scritti di qualsiasi tenore dei suoi anni giovanili passati nel monastero. È certo che i monaci benedettini, in qualunque abbazia del loro Ordine, non andavano nel "mondo" a predicare, non si occupavano di diatribe teologiche, non allacciavano relazioni con le corti dei principi: il loro tempo era dedicato allo studio, all'erudizione e alla meditazione.

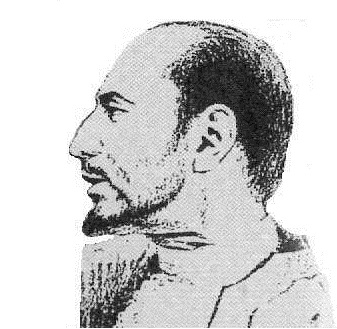
Il teologo spagnolo Juan de Valdés

La svolta nella vita del Rioli avvenne nel settembre 1537, quando il confratello mantovano Benedetto Fontanini (ca 1490 - circa 1555), anche conosciuto come Benedetto da Mantova, allontanatosi prudentemente da Venezia quando si ebbe notizia di sue letture di libri proibiti dalla Chiesa, dopo un lungo viaggio per tutta la penisola, e in particolare una sosta a Napoli dove conobbe Juan de Valdés, fu accolto nell'abbazia siciliana. Fu proprio nel monastero di San Niccolò che il Fontanini, dal 1537 al 1543, redasse il Beneficio di Cristo, un testo che ebbe subito larga fortuna e susciterà, malgrado la forma prudentemente coperta, grande scalpore per essere considerato - per quanto a torto - un testo contenente tesi luterane. Esso è in realtà estraneo al pessimismo protestante ma altrettanto distante dall'ortodossia cattolica, della quale rifiuta riti e sacramenti, rifacendosi piuttosto all'insegnamento di Juan de Valdés.
Essendo stato, naturalmente, pubblicato anonimo, a lungo l'Inquisizione ne ricercherà l'autore finché, di fronte al Tribunale romano, Pietro Carnesecchi rivelerà il 21 agosto 1566 che «il primo autore di questo libro fu un monaco negro [il colore del saio dei benedettini] di San Benedetto, chiamato don Benedetto da Mantova, il quale disse di averlo composto mentre stette nel monastero della sua religione in Sicilia presso il monte Etna».
Fra' Benedetto lasciò il monastero siciliano nel 1543; nel 1546 era nuovamente nel monastero benedettino di San Benedetto in Polirone, nell'attuale comune di San Benedetto Po e qui ora si trovava anche Giorgio Siculo.

### Il Concilio di Trento

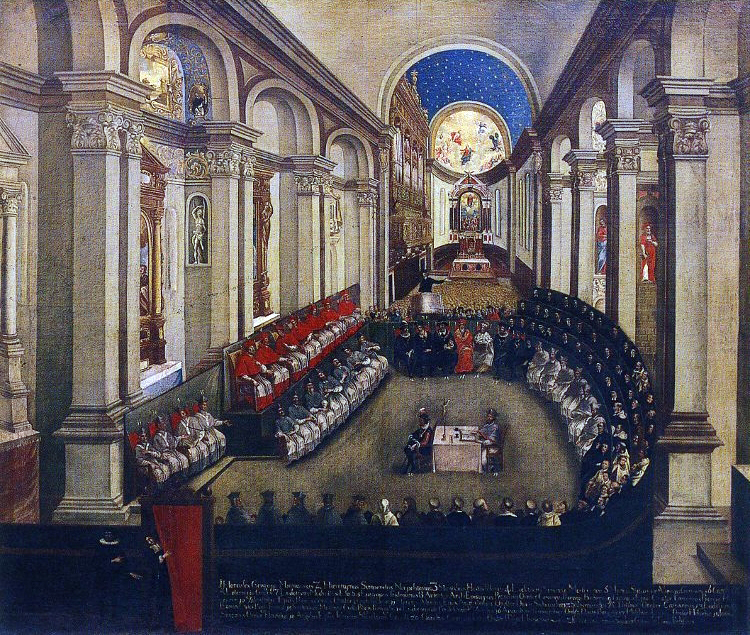
Il Concilio di Trento, anonimo, ca 1600

Al Concilio di Trento, inaugurato il 13 dicembre 1545 allo scopo di trovare, secondo una minoranza di partecipanti, una convergenza con le tesi della Riforma protestante ovvero, per la maggior parte, papa Paolo III in testa, per riaffermare l'inconciliabilità fra cattolicesimo e luteranesimo e la necessità di una lotta radicale contro quest'ultimo - l'Inquisizione romana era stata, a questo scopo, già istituita tre anni prima, a imitazione di quella spagnola - l'Ordine benedettino inviò tre abati, Crisostomo Calvini, Isidoro Clario e Luciano Degli Ottoni, abate del monastero ferrarese di San Benedetto, autore dei Commentaria a Giovanni Crisostomo e di un dialogo sul libero arbitrio, andato perduto, nel quale avrebbe sostenuto, rovesciando la dottrina agostiniana, le teorie della predestinazione alla salvezza in virtù delle opere e dell'inferno quale luogo di pene puramente spirituali.
Luciano degli Ottoni intervenne in Concilio il 23 novembre 1546 sulla dottrina della giustificazione sostenendo che chi ha vera fede non può essere un peccatore; la fede cristiana consiste nel credere che Cristo sia figlio di Dio: chi crede in Cristo è allora nato da Dio e chi nasce da Dio non può peccare e poiché non peccare significa salvarsi, basta la fede per essere salvati. Di fronte a una tesi che appariva perfettamente luterana, l'Ottoni fu costretto dall'assemblea conciliare a ritrattare la sua tesi. Spedì tuttavia a Giorgio Siculo, al monastero di San Benedetto in Polirone, il testo del suo intervento, per averne un'opinione, fatto questo che mostra un singolare apprezzamento dell'anziano abate per il giovane frate. Il Siculo gli rispose l'8 dicembre, con una lunga lettera, conservata come Responsio [...] quid sit Justificatio [...] o Trattato sulla giustificazione, nella quale loda l'Ottoni ma insieme lo corregge.

### Il trattato sulla giustificazione
La predestinazione non esiste, sostiene frate Giorgio: esistono bensì i "predestinatori", luterani e calvinisti, coloro che «osano dire che chi non è eletto e predestinato in nessun modo può salvarsi, per quanto si penta, faccia e dica», ma la grazia dispensata a tutti e la positività della natura umana ci permettono, secondo una libera decisione, di riconoscere ed evitare il male, salvandoci. Ma bisogna distinguere due tipi di fede: una è quella che ci permette di credere nelle verità delle Scritture, una fede generica e non risolutiva; l'altra è la fede vera e viva, che illumina interiormente il cristiano e lo rigenera: è questa la fede che salva.
Scrive infatti il Siculo che «i credenti come i non credenti, attraverso la grazia generale e la conoscenza del bene e del male, che la natura porta con sé, possono obbedire e conservare integralmente sia la legge divina che la legge umana», ma solo il credente, «dopo aver conseguito la giustificazione cristiana e la viva rigenerazione ed esser divenuto un nuovo membro del corpo di Cristo, della sua carne, delle sue ossa e del suo spirito, rinascerà come nuova creatura e nuovo uomo, che fu creato secondo il Signore nella giustizia, nella santità e nella verità».
Questa dottrina non è accettata dai protestanti, per i quali l'uomo è insieme giusto e peccatore, ma che essa sia vera e apostolica, sostiene frate Giorgio, è dovuta al fatto che Cristo stesso gli apparve e gliela rivelò: «quod vere Christus apparuit mihi, et doctrinam istam me docuit, apostolicamque veritatem». Infatti, Cristo stesso, di fronte al moltiplicarsi delle dottrine e delle sette, ha deciso di scendere in terra e mostrare la vera sua dottrina la quale, scrive il Siculo rivolgendosi direttamente all'abate Degli Ottoni, è stata scritta e rivelata altrove («alibi resoluta sunt et declarata»).
In quel suo scritto, che il Siculo si dichiara pronto a mostrare, se necessario, ai teologi riuniti a Trento, egli ha rivelato e spiegato «il divino mistero e l'ammirevole sacramento fatto da Gesù Cristo in quella sacrosanta e divinissima cena piena di misteri, la comunione di sé e l'unità ottenuta con tutti i credenti, passati, presenti e futuri».

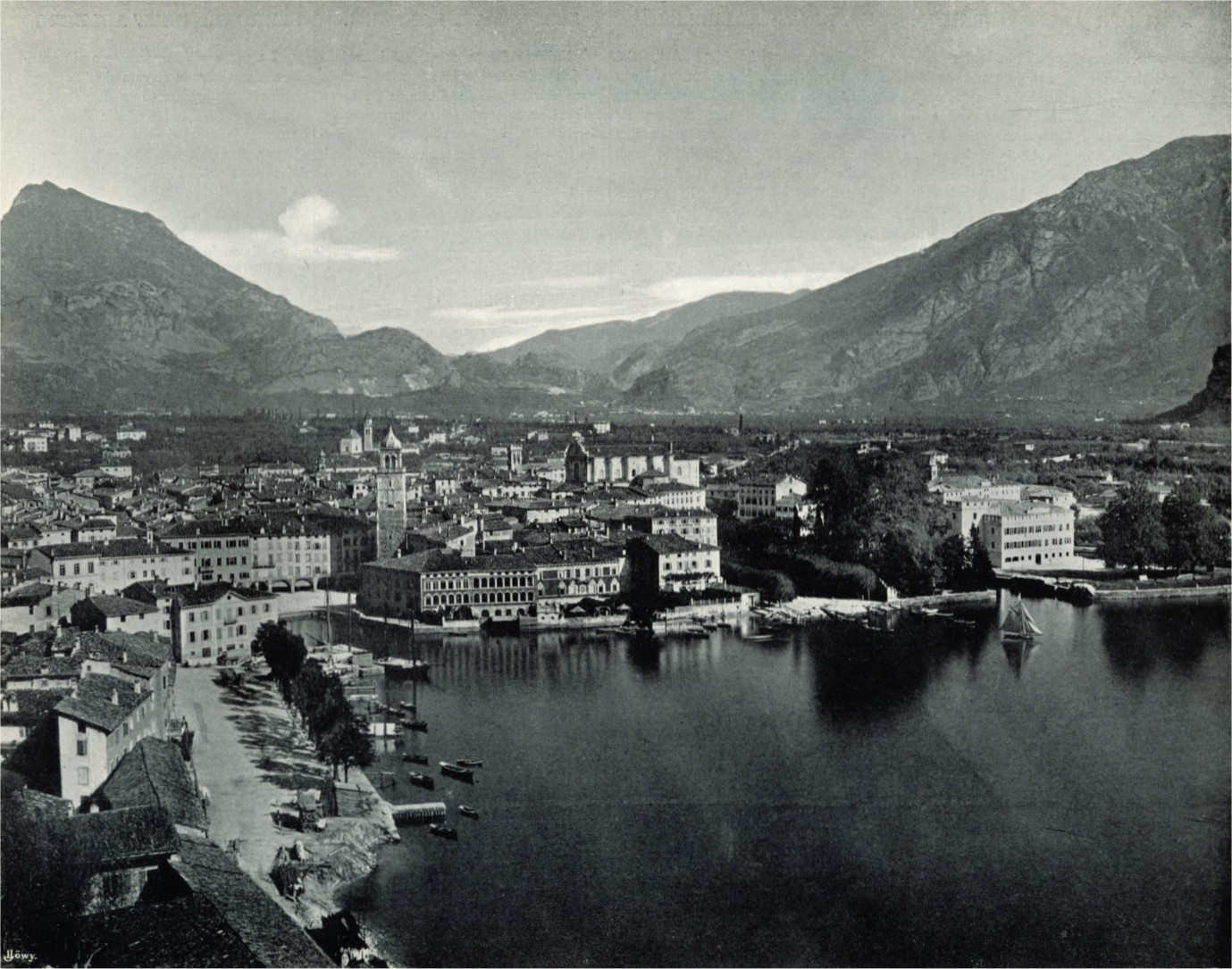
Riva del Garda nell'Ottocento

Luciano Degli Ottoni, naturalmente, non fece conoscere in Concilio le teorie del monaco siciliano. La questione della giustificazione, ottenuta per sola fede, secondo i luterani, con la grazia e le opere, per i cattolici, fu risolta nel Concilio il 7 gennaio 1547 con l'approvazione del decreto che ribadiva la dottrina tradizionale della Chiesa: la rottura con i protestanti era consumata anche se il Concilio si trascinerà stancamente fino al 1563.
A Riva, dove va ad abitare nel 1547 nei locali annessi alla chiesa di Santa Maria Maddalena, sui monti sovrastanti la cittadina, il Siculo, in attesa di poter intervenire al Concilio di Trento, viene scelto e ottenne un buon successo come predicatore quaresimale ma, nella primavera del 1550 circolano contro di lui accuse di eresia e il monaco lascia improvvisamente la cittadina per l'Emilia.
Vive tra Ferrara e Bologna, dove il Concilio si è trasferito e dove lo raggiunse una notizia che suscitò profonda impressione in tutta l'Europa, alimentando ulteriormente il dibattito sui temi della giustificazione, della predestinazione e del libero arbitrio, oltre che della libertà di coscienza, ai quali parteciperà pubblicamente anche il Siculo: la morte di Francesco Spiera. Nel 1550 fa stampare due sue opere, l'Epistola alli cittadini di Riva di Trento contra il mendatio di Francesco Spiera et falsa dottrina de' protestanti, e l'Espositione nel nono decimo et undecimo capo della Epistola di San Paolo alli Romani.

### L'Epistolae l'Espositione
Nell'Epistola – una copia della quale egli fece consegnare il 17 luglio al consiglio della comunità di Riva - si scusava dell'affrettata partenza da Riva, dovuta probabilmente ad accuse di eresia, e prendeva posizione contro lo Spiera che «ha temerariamente et mendacemente incolpato la gratia et divina bontà della impenitentia et dannatione delli increduli et ostinati peccatori», disprezzando la misericordia divina che accoglie qualunque peccatore voglia tornare «alla vera penitentia et obedientia delli soi divini commandamenti». Attaccando esplicitamente le tesi dei protestanti e del Vergerio - «quelle mortifere et mendaci Lettere che per suggestione di esso maligno et astuto spirito sono state scritte» - il Siculo sembrava porsi in un ambito di rigore cattolico.
Se lo Spiera - argomenta il Siculo - aderendo al luteranesimo, si era considerato appartenente agli eletti, com'è possibile che si sia poi sentito dannato? Evidentemente la dottrina protestante della giustificazione per fede era erronea: «Tu, Francesco, per la falsa dottrina la quale havevi imparato de non potere più perire, tenendoti essere delli eletti, i quali non puono più perire (secondo la dottrina de' protestanti) falsificavi il tuo officio, non ti curavi più del divin timore». La dannazione dello Spiera è dunque l'effetto delle cattive opere compiute, della disonestà di cui diede prova come avvocato, non dell'abiura della sua fede. E di cattive opere è pieno il mondo: «stati, città e castella de' cristiani pieni de pompe e mondane vanità, pieni de ingiustitia, assassinamenti, robbamenti e gravamenti di poveri, pieni di sanguinolenza, odii e tradimenti, pieni de inimicitie e discordia, pieni de adulterii, fornicationi scortaccioni, sodomittice pollutioni, roffiani, meretrice e violationi de verginelle, vedove e orfanelle, pieni de usurai, marioli e falsitadi, pieni de ogni carnale corrutione e disonestà, senza pace, senza carità, senza fede e senza legge e fuori de ogni cristiana verità».
La salvezza è però possibile «perché credemo nell'Evangelio» e siamo cristiani «perché siamo stati dalli preti battezzati». I protestanti sbagliano a predicare «la giustificazione senza l'osservanza et obedienza del santo Evangelio», ossia - intende qui il Siculo - senza le buone opere; ma ora che la cristianità è divisa sulla giusta strada da seguire, bisognerà attendere che si definisca la vera dottrina cristiana: nel frattempo, occorrerà comportarsi come san Paolo che «per non dar scandalo all'infermi fratelli et ad essa cristiana religione, circuncise Timoteo, come cosa necessaria alla salute, quantunque lui alli Galati dicesse Si circuncidimini, a gratia excidistis».

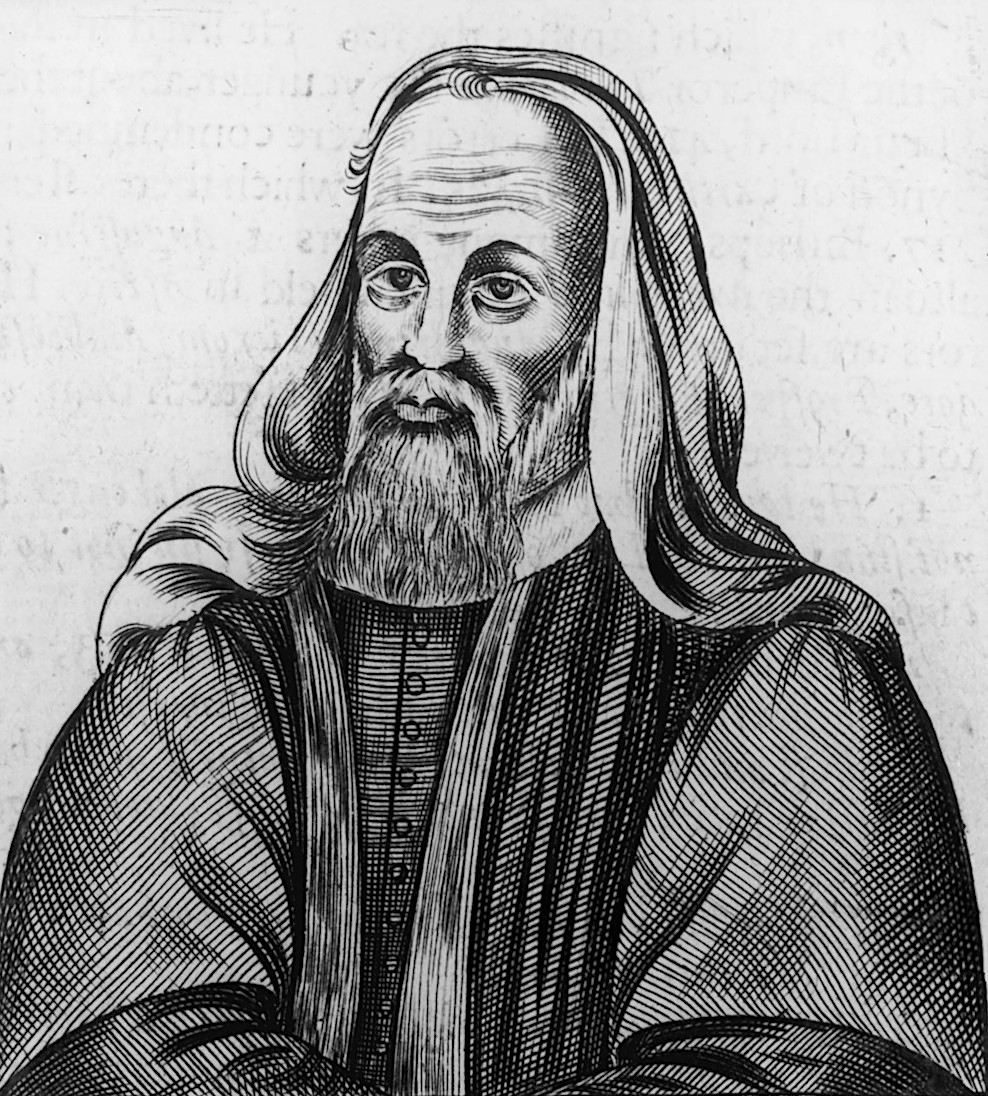
Il monaco teologo Pelagio

Siculo esprime qui la sua approvazione nei confronti dei nicodemiti: simulare adesione a culti che non si approvano, non significa rinnegare Cristo ed è opportuno rimanere uniti, protestanti e cattolici, in attesa dell'inevitabile soluzione del dissenso, grazie a lui stesso, in possesso di una rivelazione affidatagli da Cristo; infatti, «tutti quelli, i quali con bona mente et senza contentione legerano la presente epistola con ogni fideltà et prudenza, l'accettarano et gl'obedirano come opera divina et non humana; trovandola tutta piena di superna scienza et divina dottrina, et non terrena né humana», una dottrina che gli era stata rinfacciata da alcuni, «i nomi delli quali io voglio per il presente tacere», come opera diabolica, tacciando lui stesso di malignità e mendacio.
Contro i protestanti, riafferma la sua fiducia nel libero arbitrio al punto di arrivare a concezioni pelagiane: con il peccato originale l'uomo, edotto di ciò che è bene e ciò che è male, ha potuto scegliere - cosa negata allo stesso Adamo prima della caduta - e, con la venuta di Cristo, può scegliere la salvezza, contro ogni ipotesi di predestinazione.
Indirizzata a un certo dottor Alfonso, nel quale si pensa di riconoscere il teologo spagnolo Alfonso Zorrilla, laureato a Bologna nel 1541, che si fece benedettino in quello stesso periodo, l'Espositione di Georgio Sicolo servo fedele di Iesu Christo nel nono decimo et undecimo capo della Epistola di san Paolo alli Romani nega l'esistenza della predestinazione: con il sacrificio di Cristo, siamo tutti eletti e da questa salvezza ci si può escludere «non per il peccato del nostro padre Adamo, né per mancamento della divina gratia, ma per la nostra propria impenitenza, incredulità e per li attuali peccati», dunque solo per nostra libera scelta.
La dottrina del Siculo finiva così col non essere accettabile da nessuna delle due forze confessionali in confrasto e si presenta come una tipica dottrina "eretica" pur non mettendo in discussione nessun pilastro dogmatico: non contesta l'autorità della Chiesa, non la Trinità, non i sacramenti, non il battesimo, non sostiene che le anime dei dannati siano mortali: «ma vi è quella dottrina della ragione umana e quel misticismo della redenzione e della misericordia divina, quella ispirata concezione della religione spirituale onde nella vita interiore anche un dogma come quello della predestinazione perde significato, che sono i caratteri comuni alle dottrine degli eretici italiani di quel secolo, insieme alla preoccupazione morale e alla esigenza della "libertà", cioè della possibilità di approfondire individualmente i problemi religiosi e di far valere le proprie concezioni attraverso la discussione, sulla base della ragione e della scrittura»

### Il Libro grande
A Ferrara, grazie all'interessamento dell'abate Luciano Degli Ottoni, viene ospitato in casa dal letterato Nascimbeni, che anni dopo testimonierà come il Siculo andasse e venisse di continuo da Ferrara, fino a fare un viaggio a Napoli e «col mezo di una sua certa visione persuase et a me et ad alcuni altri alcuni articoli contro la fede». A Ferrara è molto probabile che abbia conosciuto, tramite il suo seguace Pietro Bresciani, i circoli anabattisti rappresentati dal misterioso Tiziano, un movimento le cui implicazioni sociali - la predicazione del pauperismo, la denuncia del potere mondano della Chiesa - lo rendono odioso e pericolosissimo tanto alle gerarchie cattoliche che a quelle protestanti.
È certo che a Bologna il Siculo frequentò gli studenti del Collegio di Spagna, dove i giovani spagnoli seguivano gli studi per preparare la loro carriera nell'amministrazione del loro paese; si può pensare che le idee dell'originale monaco siciliano, non teologo laureato ma espertissimo nelle Scritture e forse dotato di fascino personale, suscitassero simpatia e interesse in non poche di quelle menti ancora aperte alle novità e alle teorie eterodosse, tanto da pagargli le spese dei suoi alloggi e dei suoi continui spostamenti. Anche il cappellano del Collegio, il teologo Clemente Garcés, era rimasto affascinato da frate Giorgio, che aveva già conosciuto a Riva almeno alla fine di febbraio del 1548, divenendo «tanto inclinato, credente et immerso nella dottrina di detto Georgio et del suo libro grande».
Di questo Libro grande, che avrebbe racchiuso la dottrina del Siculo, non c'è più traccia e sta alle confessioni rese all'Inquisizione di Ferrara nell'inchiesta che, a partire dal 1567 e dunque sedici anni dopo la morte del benedettino siciliano, coinvolse i suoi seguaci, conoscerne l'esatto titolo - Della verità christiana et dottrina appostolica rivellata dal nostro signor Giesù Christo al servo suo Georgio Siculo della terra di santo Pietro - e ricostruirne i contenuti essenziali. Il medico ferrarese Francesco Severi dirà all'inquisitore che secondo Siculo «una volta ottenuta la giustificatione et redentione di Cristo et consequentemente il spirito santo, non gli restava alcuna reliquia di peccato. Né fomente né instigo, né inclinatione al peccare, in modo che un tale non era mai per peccare; et quando pur senza suggestione o instigo volesse commettere qualche peccato et lo commettesse, tal peccato era irremissibile, et diceva et insegnava tali dogmati et altri articoli quali tutti si contengono nel suo libro grande et nel suo trattato della giustificatione».
Del Libro grande parlerà nel 1570 nella stessa inchiesta anche il prete e letterato ferrarese, professore a Ragusa, Nascimbene Nascimbeni, affermando che l'abate di San Benedetto Po, Luciano Degli Ottoni, che conosciamo già come protettore e ammiratore del monaco siciliano, «era complice di Giorgio, perché aveva libri di quello, i quali translatò di volgare in latino, De justificatione e il Libro grande. Approvò la visione di quello per buona, magnificava la dottrina e la persuase anche a me»

### Processo e morte di Giorgio Siculo
Anche Pier Paolo Vergerio, ormai protestante dichiarato, pubblicava nel 1550 un libro, in cui ironizzava nei confronti dei domenicani - la spina dorsale dell'Inquisizione – i quali non si sono accorti delle tesi eretiche di Giorgio Siculo, contenute nella sua Epistola sul caso Spiera: il Vergerio rincara poi la dose, sostenendo che di questo padre Giorgio, dice Vergerio, «ho dalla sua bocca inteso quale è la sua visione [...] nel suo prelibato libro alcune dottrine et openioni difende le quali sono contrarie a quello che sin hora ha tenuto et tiene la stessa vostra romana curia [...] io so per certo che esso di nascosto ad alcuni suoi devotti va dicendo che è vero che egli conosce che il Papa è il vero Anticristo, ma che egli non si vuol manifestare con quella openione al mondo se non quando si celebrarà il Concilio et che allora la vuol dire alla libera [...] questa è una gofferia et una impissima dissimulatione et impiastro che a Dio grandissimamente spiace. Et don Georgio farebbe meglio ad astenersi di dare veleni et se gli ha qualche dono risolversi di servire a Christo in simplicità et verità. Altrimente, gl'annuncio che egli sarà trattato da ribelle da tutt'e due le parti, insieme evangelica e papista, e forse che questa accorgendosi un giorno ch'egli sia vario e duplice lo caccierà in una prigione che li sarà dell'inferno caparra».

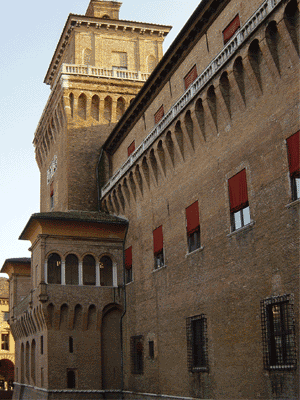
Il Castello estense

È possibile che quest'indiretta denuncia abbia provocato l'iniziativa inquisitoriale: nel mese di settembre 1550 Giorgio Siculo viene arrestato a Ferrara e rinchiuso nel Castello. Nell'inchiesta sono coinvolti l'abate Luciano Degli Ottoni, il monaco di San Benedetto Po Benedetto Fontanini - non dichiarato autore del Beneficio di Cristo - e il Nascimbeni nella cui casa Giorgio Siculo aveva composto quel Libro grande «nel qual negava il purgatorio et diceva non esservi Christo nel hostia consecrata, ma scoperto et l'uno et l'altro, forno posti in carcere in castello per heretici».
Il Nascimbeni, per questa volta, se la caverà con un'abiura, mentre il Degli Ottoni dovette dimettersi da abate e morirà nel 1552: quanto al Fontanini, dopo una carcerazione di due anni, concluse oscuramente la sua vita intorno al 1556 nel monastero di San Benedetto Po.
Nulla si sa più del processo di Giorgio Siculo. Gli atti processuali, insieme con altri incartamenti prelevati dall'Archivio Segreto del Sant'Uffizio, furono sequestrati dai Francesi e portati nei primi dell'Ottocento a Parigi; qui, alla caduta di Napoleone, furono distrutti da monsignor Marino Marini, incaricato dalla Santa Sede al recupero dei beni sottratti durante la dominazione napoleonica. Si può immaginare come, di fronte alle tesi contenute nel suo Libro grande, al Siculo, per evitare una condanna a morte, non restasse che l'abiura. Dalla testimonianza dell'Albini sappiamo come il Siculo avesse accettato di abiurare: il 30 marzo 1551 fu portato nella chiesa ferrarese di San Domenico, di fronte a una grande folla e presente lo stesso duca di Ferrara Ercole II d'Este, ascoltò, sembra da fra' Michele Ghislieri, il prossimo papa Pio V, la lettura della sentenza che doveva precedere la sua abiura.
«Negava costui tutti gli sacramenti della chiesa, la libertà della chiesa et più diceva l'anima nostra non esser creata da Iddio ma dagli huomini insieme col corpo. Diceva non esservi né inferno né purgatorio ma l'anima nostra andar volando per aria sino al giorno del giudizio et quando serà in gratia più non potere peccare et quando serà peccato più non poter ritornar in gratia, negava costui la trinità et molte altre cose et tutti gli miracoli dil sacramento esser fatti per opera dil diavolo. Et non si volse reddire».
Siculo «finse de volerse redire» ma, dopo la lettura della sentenza, non volle più abiurare: strano comportamento per chi aveva predicato la dissimulazione delle proprie idee religiose e polemizzato contro lo Spiera, caduto nella disperazione a causa della sua abiura. Così, il 23 maggio 1551, rifiutati anche gli ultimi conforti religiosi, Giorgio Siculo fu strangolato nella sua cella.

### Opere
- Responsio ad argumentum predictum, in qua etiam perfectissime declaratur quid sit Justificatio et viva hominis regeneratio, Biblioteca municipale di Besançon, ms 230
- Epistola di Georgio Siculo servo fidele di Iesu Christo alli cittadini di Riva di Trento contra il mendatio di Francesco Spiera et falsa dottrina de' protestanti, Bologna 1550
- Espositione di Georgio Sicolo servo fedele di Iesu Christo nel nono decimo et undecimo capo della Epistola di San Paolo alli Romani, Bologna 1550
- Della verità christiana et dottrina appostolica rivellata dal nostro signor Giesù Christo al servo suo Georgio Siculo della terra di santo Pietro, o Libro grande, perduto

### Studi e documenti
- Archivio della Curia patriarcale di Venezia
- G. M. Albini, Cronica di Ferrara, in «Croniche di Ferrara del Biondi e di altri autori», Biblioteca Apostolica Vaticana, Vat. Lat. 12587
- P. P. Vergerio, A quegli venerabili Padri Dominicani, che difendono il Rosario per cosa buona, s. i. l., 1550
- A. Fumi, L'Inquisizione romana e lo Stato di Milano. Saggio di ricerche nell'Archivio di Stato, in «Archivio storico lombardo», 37, 1910
- D. Cantimori, Eretici italiani del Cinquecento, Torino 1939
- C. Ginzburg, Due note sul profetismo cinquecentesco, in «Rivista storica italiana», 78, 1966
- G. Fragnito, Ercole Gonzaga, Reginald Pole e il monastero di San Benedetto Polirone. Nuovi documenti su Luciano Degli Ottoni e Benedetto Fontanini (1549-1551), in «Benedectina», 34, 1987
- A. Prosperi, L'eresia del Libro Grande. Storia di Giorgio Siculo e della sua setta, Milano 2001 ISBN 88-07-10297-8
- M. Zaggia, Tra Mantova e la Sicilia nel Cinquecento, 3 t., Olschki, Firenze 2003 ISBN 88-222-5262-4